# Torpa socken, Småland
Torpa socken i Småland ingick i Sunnerbo härad i Finnveden, och ingår sedan 1971 i Ljungby kommun. Området motsvarar från 2016 Torpa distrikt i Kronobergs län.
Socknens areal är 119,21 kvadratkilometer, varav land 112,87. År 2000 fanns här 369 invånare. Kyrkbyn Torpa med sockenkyrkan Torpa kyrka ligger i socknen. Socknens namn är känt sedan 1406 och skrevs då på samma sätt som under modern tid.

## Administrativ historik
Torpa socken har medeltida ursprung, Den gamla kyrkan som revs på 1860-talet byggdes omkring år 1200.
Vid kommunreformen 1862 övergick socknens ansvar för de kyrkliga frågorna till Torpa församling och för de borgerliga frågorna till Torpa landskommun. Landskommunen uppgick 1952 i Annerstads landskommun som sedan 1971 uppgick i Ljungby kommun.
1 januari 2016 inrättades distriktet Torpa, med samma omfattning som församlingen hade 1999/2000.
Socknen har tillhört samma fögderier och domsagor som Sunnerbo härad. De indelta soldaterna tillhörde Kronobergs regemente, Ljungby kompani och Smålands grenadjärkår, Sunnerbo kompani.

## Geografi
Torpa socken ligger i sydvästra delen av Kronobergs län på gränsen till Halland. Socknen har en flack terräng med stora mossmarker och är en sjörik skogsbygd. Jordmånen är mycket mager, delvis bergig skogstrakt med stora mossar. Torpaån, som upprinner här ur sjön Mäen, löper åt nordost till Bolmån.

## Historik

### Stenålder
Västra Kronobergs län har stora moss- och myrmarker. Klimatet under stenålder var varmare med lägre nederbörd. Kvartärgeologiska undersökningar visar att moss- och myrmarker i modern tid ofta var öppna vattenytor under stenåldern. Stenålderslämningar finns ofta under torven i mossar och myrar och är därför svårfunna. Stenåldersfynden från socknen är fåtaliga och de flesta kommer från senneolitisk tid men källäget är dåligt så kända fynd ger troligen inte en god bild av den förhistoriska bebyggelsen.
4 eller 5 skafthålsyxor har hittats i Sunnertorp enligt ekonomiska kartan från 1950. Flintavslag hittades i Balkeryd vid inventeringen 2000. En markägare har hittat flinta också i Balkeryd, som möjligen har haft en stenåldersboplats. Platsen ligger i Torpa men närs sjön Exen. På de så kallade Hängaltbackarna i Bägaryd hittades en halvmånformad flintskära 1908 enligt Knut Kjellmark. Platsen ligger utmed vägen Hinneryd mot Nöttja. 5 bitar flinta samt 1 bit slagg hittas intill vägen mot Skeen strax norr om Torpa. Bilden av fynden från stenåldern ger indikationer från flera platser i socknen men senneolitiak fynd dominerar.

### Bronsålder
Fynd saknas från bronsålder och antalet fornlämningar som hör till tidsperioden är få. Av de högar som finns är ingen säkert daterbar till bronsåldern och flera hör troligen till järnåldern. I Finnviden var högen en vanlig form av gravar under järnåldern. Flera av rösena är troligen också att härleda till järnåldern som det röset som kallas fyrudd och även det kvadratiska röset i Haga verkar ha karaktär av järnåldersgrav snarare än bronsåldersröse. Det är möjligt att lämningar från bronsåldern finns i områdena med fossil åkermark men det är okänt då de inte blivit undersökta.

### Järnålder
De flesta fasta fornlämningarna är från järnålder och särskilt Sunnertorpa gravfält med högar är säkert från senare del av järnåldern. Stensättningar och särskilt treuddar hör till järnålder, treuddarna hör till äldre järnåldern. Även andra högar och stensättningar hör nog till järnåldern. Tyvärr ger detta inte mycket information om hur olika delar av socknen har använt vid olika tider så vår kunskap är ytterst begränsad. Arkeologiska undersökningar är sällsynta men 1993 gjordes en utredning inför ny sträckning av länsväg 25. Inom Fathult 1:2 och 1:3 påträffades då några röjningsrösen av äldre men även av yngre slag varav ett yngre undersöktes.( L1953:3027)
De stora byarna i socknen har troligen förhistoriska rötter. Detta gäller i synnerhet Sunnertorpa med sitt stora gravfält men även Norrtorpa med sina högar och rösen (se nedan under fornminnen). När socknens första kyrka byggdes lades den ju på en plats mellan dessa två byar. Eftersom fynd och undersökningar är få är socknens förhistoria till största delen okänd.

### Bebyggelsens etablering
Medeltida skriftligt material från området saknas till stor del. Bebyggelse saknades inte. Medeltida källor är oftast dokument i gårdsköp bevarade av adel och kyrka. Självägande bönder efterlämnade inte  skriftliga dokument. Först under 1500-talet med organiserad skatteuppbörd skapades förteckningar i jordeböcker som redovisade skattlagda bönder och gårdar. De äldsta beläggen uppträder oftast i detta material. Bebyggelsen under 1500-talet har etablerats under medeltiden. Skogslandet  i Sunnerbos utkanter befolkades under nyodlingen under medeltid.. De flesta gårdarna och byarna i området anlades under denna tid. De många ortnamnen på -hult och +ryd tyder på att byarna tillkommit under medeltid.

### Järnproduktion och utmarkernas nyttjande
I Sunnerbo bedrevs under medeltid och fram till 1600-talet, en relativt betydande järnproduktion organiserad som små blästbruk. Skogsbygdernas  har många fynd av slaggvarpar. Historiska källor ger färre uppgifter om järntillverkningen. Jordeboken från 1558–1560 (Larsson 2000:32f). uppger ett större antal järnsmedjor vattendrag. Järnet var för avsalu på danskt område och  svenska kronan intresserade sig inte för verksamheten. På 1690-talet utreder bergsfogden i Kronoberg blästbrukens konkurrens  med de småländska järnbruken. Blästbruk fanns i Torpa, Lidhult och Odensjö socknar. Häradskartan 1685 visar järnsmedjor vid Vrå, Torpa och flera andra ställen. Smedjorna smälter kluddejern den lokala benämningen för blästjärnet. Järnet var en exportprodukt från skogsbygden som  kompletterades med andra produkter främst tjära, timmer men även boskap som hölls på skogsbete i byarna. Utmarkens användning med handel som följd bidrog till skogsbygdernas försörjning, med främst boskapsskötsel och ett mångsidigt hantverksbruk av skogens och myrarna produkter. Utmarksnäringar har ofta setts som binäringar i jordbruket. Lars-Olof Larsson har visat att i Småland var utmarksnäringarna ofta huvudnäring. I Torpa finns lämningar efter tjär- och järnframställning. Fathult har en tjärränna (Fornsök L1953:2780).

### Socknen under senare historisk tid
Enligt Rosenbergs Geografiskt-statistiskt handlexikon öfver Sverige drevs kreaturshandel mellan Skåne och övre Sverige av en mängd bönder och bondsöner i socknen. Ränte var poststation och hade redan på 1860-talet ett sågverk. Socknen var annex till Annerstad. På 1860-talet hade socknen 1 530 invånare och ett taxerat fastighetsvärde till 295 000 kr. Socknen hade ett mantal på 22 och 7/8 mantal enligt Historiskt-geografiskt och statistiskt lexikon öfver Sverige på en areal av 22 865 tunnland enligt Rosenberg, som uppger 2 278 mantal vilket är helt felaktigt.
Uppgifterna i resten av denna historik har till stor del Historiskt-geografiskt och statistiskt lexikon öfver Sverige som källa. Tyvärr innehåller källan flera opålitliga uppgifter, bland annat påstås: I socknen finnas, ovanligt nog, endast två små sjöar. Detta är ett felaktigt påstående.

### Befolkning, skolor och jordbruk
Torpas befolkning var 1805 657 personer, som 1850 hade ökats till 1 242 personer och 1865 till 1 517 personer. Folkundervisningen hade 1862 en flyttande folkskola och tre småskolor. Socknen fick sedan fasta skolor i Torpa, Gashult och småskola i Norrtorpa.
Från Torpa emigrerade mellan 1880 och 1889 102 kvinnor och 83 män, sammanlagt 185  personer vilket  ska jämföras med befolkningens storlek som under 1880-talet var i genomsnitt 1 529 personer. 55,1 procent av utvandrarna var kvinnor och de utvandrade utgjorde  12,1 procent  av befolkningen.
Jordmånen var inte god, och år 1860 beräknades den odlade arealen bara vara 640 tunnland, medan däremot den naturliga ängen var betydligt större, men uppgiften i källan om 50 000 tunnland är naturligtvis helt felaktig. Det årliga utsädet uppgavs vara 1 200 tunnor (vilket stämmer dåligt med 640 tunnland odlad mark) och antalet djur under vintern efter höstslakten var 21 hästar, 614 nötboskap, 500 får och 150 svin.

### Byar och gårdar
Bland de främsta byarna och gårdarna med deras mantal angivna var Gashult 1 3/8 mantal skattehemman, Norrtorpa 1 3/4 mantal, Råaköp 1 mantal, Kjerseryd 1 1/4 mantal, Stackarp 1 mantal frälsehemman, 1 3/4 mantal skattehemman och 1/2 mantal kronohemman. Sistnämnda hemmansdel var furirsboställe. 1/4 mantal Näs var kaplans-boställe, 3/8 mantal kronohemman Höggeshult, var militieboställe, Boda. 1 mantal frälsehemman, Källshult, 1 mantal frälsehemman.

## Fornminnen
Inom socknen har 149 platser registrerade som fornminnen i fornsök, dock är de flesta kulturlämningar från historiskt tid.
| Antal | RAÄ nr            | Typ av fornlämning | Datering                                                 | Beskrivning |
| ----- | ----------------- | ------------------ | -------------------------------------------------------- | --- |
| 14    |                   | Blästbruksplatser  | Järnålder mest medeltid                                  | Blästbruksplatse är platser där järnframställning har bedrivits. Platserna kan vara från olika tider även förhistoriska men de flesta är nog från medeltiden. |
| 4     |                   | Fornlämningar?     |                                                          | Platser med fornlämningsliknande lämningar. |
| 7     |                   | Fyndplatser        |                                                          | 7 fyndplatser varav två med senneolitiska fynd. På en plats i Sunnertorpa har hittats 4 eller 5 skafthålsyxor enligt gamla ekonomiska kartan från 1950, möjligen ett depåfynd. I Bägaryd hittades en halvmånformad flintskära 1908 enligt Knut Kjellmark. I Balkeryd har flinta hittats på två platser och dessutom en bit järnslagg |
| 2     | RAÄ 50:1 RAÄ 67:1 | Boplatser          | Stenålder                                                | Boplatser med flinta alltså troligen stenåldersboplatser. Den ena ligger vid Össjöa vid en sju på bra boplatsläge där det hittats en del flintor. Den andra ligger i åkermark vid Stackarp en bit från Torpa och har också gett fynd av flinta vid jordbruksarbete. |
| 18    |                   | Forntida åkrar     | Brons eller järnålder kan ha brukats under historisk tid | Områden med fossil åker främst områden med röjningsrösen |
| 4     |                   | Fossil åkermark    | Brons eller järnålder                                    | |
| 5     | RAÄ nr 74         | Röse               | Bronsålder??                                             | i Norrtorpa är ett svårt skadat röse på en moränhöjd i skogsmark. Röset ligger som en udde i odlingsmarken och är alltså äldre än åkern. Röset är 10–12 meter i diameter och nu 0,4 meter högt men helt urplockat i sitt mittparti samt har en ränna mot sydost. Övertorvat med enstaka stenar synliga. Mittgropen är fylld med skrot. |
| 5     | RAÄ nr 32:1       | Röse               | Bronsålder                                               | i Norrtorpa. Jordblandat röse 12 meter i diameter och 1,5 meter högt av 0,3 till 0,6 meter stora stenar enstaka större vid anläggningens fot. En grop i mitten 3,5 meter i diameter och 0,3 meter djup. Läge på en moränhöjd i ett lövskogsimpediment mellan odling och bebyggelse. Det kan röra sig om naturbildning med påförd odlingssten. |
| 5     | RAÄ nr 28         | Röse               | Järnålder?                                               | Kvadratiskt röse i Haga 11 x 11 meter 1 meter högt bestående av 0,2 till 0,4 meter stora stenar. Jordblandat. Hörnstenar 0,4–0,5 meter höga och 0,9 till 1,1 meter stora. Insvängda sidor och kallas för fyrudd, vilket inte är en vedertagen gravform (jfr treudd). Gropen i mitten är 2 meter i diameter och 0,3 meter djup. Det finns flera mindre gropar i anläggningens yta. 1949 registrerat som oregelbundet odlingsröse. Läge på ett krön av moränrygg i skogsmark. |
| 5     | RAÄ nr 15         | Röse               | Bronsålder                                               | Röse i Sunnertorpa 8 meter i diameter och 0,6 meter högt av 0,3–0,4 meter stora stenar, enstaka större vid rösets fot. Möjligen rösningsröse svårbedömt på grund av ungskog med sly. Läge på moränplatå. |
| 5     | RAÄ nr 10         | Röse               | Bronsålder? Järnålder?                                   | Röse bedömd som grav. Röse är kvadratiskt 10x10 meter och 1 meter högt och är byggt av 0,1–0,4 meter stora stenar. Kantkedja är 0,2–0,4 meter hög och består av 0.4–0,8 meter stora stenar. Grop i mitten av 2,5 meter diameter och 0,25 meter djup. Över rösets östra kant går en stenmur. Läge: Ligger mellan vägar, tomtmark och åkrar. |
| 4     | RAÄ 33            | Hög                | Bronsålder?                                              | Hög? 13 meter i diameter och 1,8 meter hög. Enstaka 0,3-0,5 m stora stenar i ytan. Ett 2,5 meter brett parti från mitten till kanten är urgrävt. Enligt inventeringen 1950 fanns flera röjningsrösen som var lika gravar i området sydväst om RAÄ nr 32 och 33. Detta område är nu tomtmark. |
| 4     | RAÄ nr 61         | Hög                | Bronsålder? Mer troligt med järnålder.                   | Rest av hög 6 meter i diameter och 0,7 m hög. Enstaka stenar synliga i ytan. Mittpartiet helt utgrävt. Beläget i vinkeln till ett gammalt åkerhak. Åkern intill impedimentet där högen ligger kallas Högoäkern i Lantmäteriakt nr 2. |
| 4     | RAÄ nr 68         | Hög                | Bronsålder? Järnålder?                                   | Uppgift om Hynnehögen och "Dössjan" i byn Stackarp. Uppgiften kommer från lantmäteriakt Akt 12 i Torpa |
| 4     | RAÄ 118           | Högar (Gravfält)?  | Järnålder                                                | Den fjärde uppgiften rör de borttagna högar i Fathult som skildras i avsnittet förhistoria. En tidningsartikel från 1922 berättade om ett antal gravkullar i Fathult som förstördes runt sekelskiftet 1900.(Fornsök L1953:3482). Den exakta platsen är okänd och uppgifterna är osäkra men det berättas om fynd av en urna som föll sönder då man tog upp den. |
| 3     |                   | Stensättningar     | Järnålder                                                | Två av stensättningarna är så kallade treuddar och säkra förhistoriska gravar medan den tredje är en rund stensättning med atypiskt utseende. Platsen svårbesiktigad på grund av vegetation så det är oklart om det är en förhistorisk grav. |
| 1     | RAÄ 25:1          | Gravfält           | Järnåldern troligen vikingatid                           | Ett järnåldersgravfält vid Sunnertorpa beskrivs som ett gravfält med 35 anläggningar varav 30 högar och 5 övertorvade stensättningar. Gravfältet är 130 x 50 meter stort. Högarna är 5–8 meter i diameter och 0,5–1.3 meter höga. Flera högar har kantränna eller antydan till sådan intill 0,5 meter bred och 0,3 meter djup. Stensättningarna är 4–5 meter i diameter och 0,3–0,4 meter höga. Ett tiotal av fornlämningar har grop i mitten och groparna är 1–4 meter i diameter och 0,3–0,8 meter djupa. Flera gravar har också kantskador. Gravfältet kan med sannolikhet dateras till järnåldern. |

## Kulturhistoriska lämningar från historisk tid
- 43 platser med bytomt eller gårdstomt. Platser för byar eller gårdar tas upp som lämningar för att de kan ge fynd av värde från bosättningar under medeltid och nyare tid.
- 1 fångstgrop för varg i Balkeryd: 8 meter i diameter och 1,2 meter djup med omgivande vall 1.5 till 2 meter bred och intill 0,5 meter hög.
- 2 resta stenar som inte har bedömts vara gravmarkeringar utan gränsmärke eller av oklart ursprung.
- 3 hägnader i form sav stenmurar från senare historisk tid
- 4 platser med kemisk industri i själva verket platser för tjärtillverkning
- 1 Kvarn övrig kulturhistorisk lämning RAÄ 130 av typen skvaltkvarn. Kvarnlämning, på ömse sidor om den 1 m breda bäcken, totalt 5x4 m (VNV-ÖSÖ). Stenvallar, 1,5-2 meter breda och intill 0,5 meter höga, bestående av 0,2-0,4 meter stora stenar. Kvarnen är markerad på storskifteskarta och laga skifteskarta. Kvarnen framkom vid utredning 2009. (RAÄ dnr 321-2271-2009)
- 1 borg RAÄ nr 13 som beskrivs nedan
- 4 platser med vattenkällor. I socknen finns flera hälsokällor med järnhaltigt vatten registrerade, bland annat en vid Sunnertorpa. Offerkällan vid Sunnertorpa beskrivs i Hyltén Cavallius boken 1922 sidan 194. En annan källa Dyaslättkällan i Mjäla är utsatt på ekonomiska kartan bladet Norrtorpa 4D8c.
- 6 platser med lägenhetsbebyggelse (boplatser typ torp från yngre historisk tid).
- 9 platser med naturföremål med någon form av bruk eller tradition.
- 7 andra platser med traditioner.
- 5 vägmärken som väghållningsstenar eller milstenar.[5][6][12][13]

## Medeltida borg som kallas Sunneborg, Eneborg eller Vallaberget
Borgen är utmärkt med namnet Eneborg på Kronobergs läns ekonomiska karta Källshult 4D7d.
RAÄ nr 13 i Torpa socken utgörs av en borgruin med två större kullar och ett sadelläge emellan dessa. Komminister B. Svensson hade i en grop i anläggningens norra kulle tillvaratagit några lösfynd nu i SHM Inventarienummer 32525 (Torpa sn, Vallaberget, Eneborg, raä 13). Fynden överlämnades 1950 enligt Diarenummer  7560/75, handlingar i ATA. Fynden från borgen är medeltida: Bronsskål, pilspets, del av armborst, märla, fragment av brons, järn och trä, 2 skärvor stengods, skifferbitar, sten.
Eneborg eller Söderborg i Torpa socken (RAÄ 13 Torpa sn). omtalas i rannsakningarna från 1667. Platsen finns vid byn Södertorpa cirka två kilometer i sydostlig riktning från kyrkan i Torpa. Borgen ligger på en  nord-sydlig ås, och är närmare 140 meter lång. Två platåer delas av en grav. Gravsänkan avslutas  i två mindre platåer där det enligt osäkra uppgifter funnits en husgrund. Graven avskärs av en vall på båda sidorna.  Norra högre platån är omkring 45x12 meter, och södra är 15x15 meter stor. Borgkullen har en höjd av 10 meter med väldigt branta sidor. Platsen för bebyggelse på toppen är liten. Platsen är belägen i omedelbar närhet av Torpaån med våtmarker i både öster och väster. Riksgränsen under medeltid är på 2,5 mils avstånd. Lantmäterikartorna  Södertorpa akt 2 och 29 på lantmäteri-arkivet i Växjö visar borgen liggande på byns utmarker 200 meter från bebyggelse. Området kallas Järabacke på kartorna. Kartorna visar ingen bebyggelse.
Lämningen har troligen inte varit en medeltida huvudgård. Fynden bevisar att medeltida aktiviteter har utspelat sig på platsen. Fynden av två stengodsskärvor pekar mot senmedeltid. Ett danskt krigståg 1449 under kung Kristian nådde Torpa och upplöstes sedan. Christian Lovén menar att Eneborg liksom Torsborg inte har varit stadigvarande bebott. Platsen stora höjd kan ha varit värdefull i ett krigståg. Stengodsfynden talar mot detta för stengods är ett sällsynt fynd och det är svårförklarligt. Den troligaste tolkningen är att Eneborg var en skans tillfälligt använd i ett krigståg. Det är svårt att förstå platsen utan nya utgrävningar på platsen.

## Torp och backstugor i Torpa socken
Boken Gamla boplatser m.m. i Torpa  av Malte Markheden tar upp torp och backstugor i socknen.

## Sockennamnet
Namnet (1498 Torppe), taget från kyrkbyn, är en pluraform av torp, nybygge.